# Педро Карріон
Пе́дро Карріо́н Саго́ (ісп. Pedro Carrión Sago; 24 серпня 1971, Гавана) — кубинський боксер, призер чемпіонатів світу.

## Спортивна кар'єра
1994 року Карріон став чемпіоном світу серед молоді в надважкій вазі.
Через велику конкуренцію в національній збірній Педро Карріон вперше потрапив на чемпіонат світу, коли йому виповнилося 30 років.

### Чемпіонат світу 2001
- В 1/8 переміг Кестутіса Біткевічюса (Литва) — RSC 4
- В 1/4 переміг Джейсона Естраду (США) — RSCO 3
- В півфіналі програв Олексію Мазікіну (Україна) — 20-26

2001 року зайняв 3 місце на Іграх доброї волі, програвши Рустаму Саїдову (Узбекистан) — 15-23 і здолавши в бою за 3 місце Олексія Мазікіна (Україна) — 14-10.

### Чемпіонат світу 2003
- В 1/8 переміг Алі Мансура (Ливан) — RSC 3
- В 1/4 переміг Олега Крижановського (Білорусь) — RSCO 2
- В півфіналі переміг Себастьяна Кебер (Німеччина) — 26-18
- У фіналі програв Олександру Повєткіну (Росія) — 27-29

## Професіональна кар'єра
Протягом 2006—2009 років провів 10 боїв на професійному рингу, в яких здобув 8 перемог.